# Костёр (растение)
Костёр (лат. Brómus) — род многолетних травянистых растений семейства Злаки, или Мятликовые (Poaceae).

## Ботаническое описание

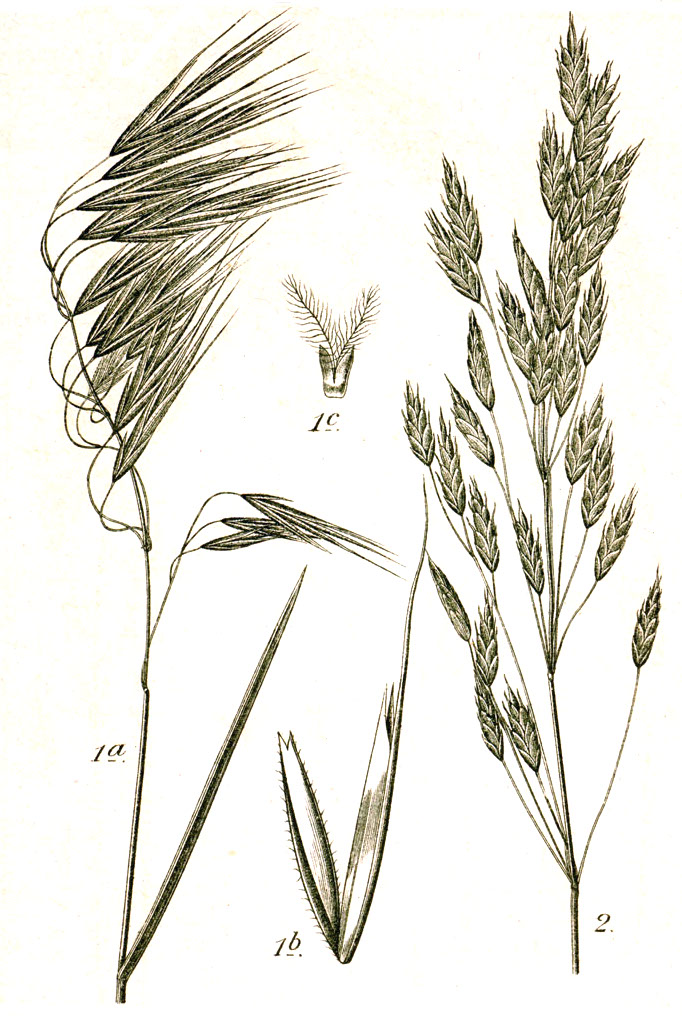
Bromus tectorum (1) и Bromus secalinus (2).

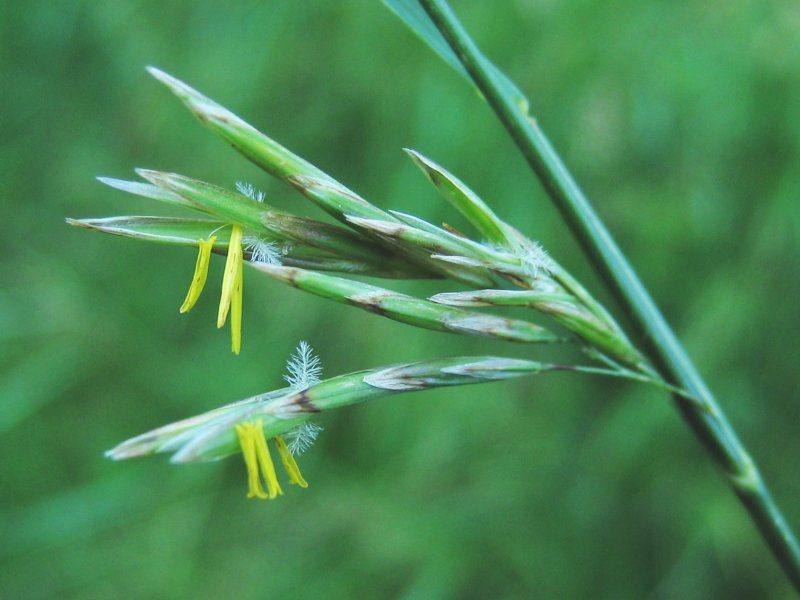
Цветки костра безостого

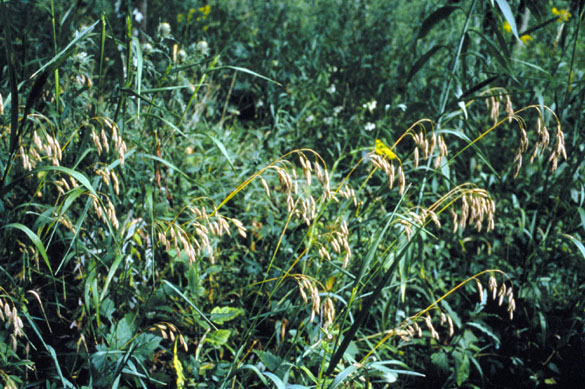
Bromus kalmii

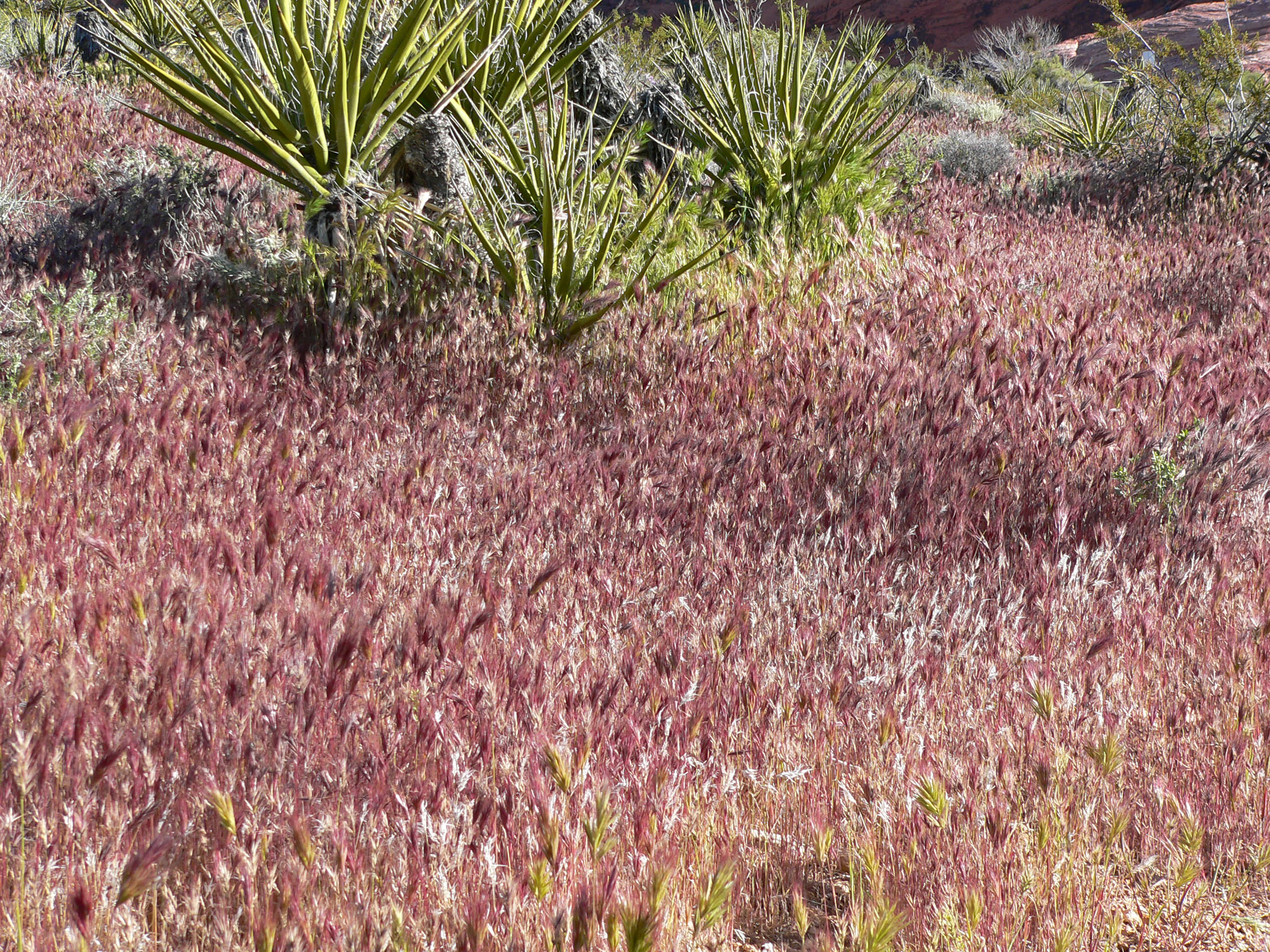
Bromus madritensis ssp. rubens

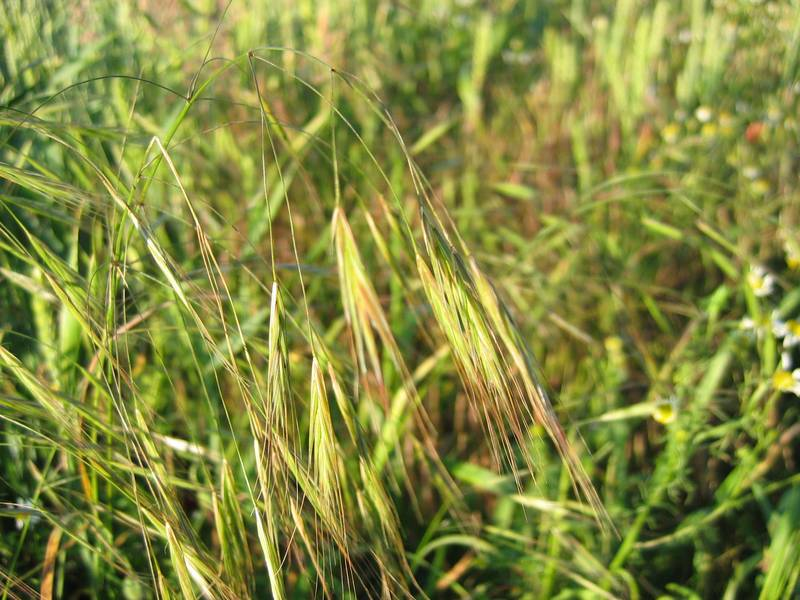
Костёр бесплодный

Стебель — соломина, междоузлия стебля полые, а узлы заполнены тканями. Костёр безостый имеет гладкие стебли, высотой достигающие одного метра.
Листья узкие (у костра безостого шириной до 10 мм), длинные, с параллельным жилкованием.
Цветки мелкие и невзрачные, образуют простые соцветия — колоски, собранные в метёлку. Цветёт с конца мая и в июне.
Плодоносит в июле — августе. Семена прорастают с осени, с глубины 1—5 см. На одном растении образуется до 5—6 тыс. зерновок. После созревания семена не осыпаются.

## Распространение и среда обитания
Виды рода встречаются во многих местах в зоне умеренного климата, в том числе в Америке, Евразии, Австралии и Африке.
Костёр безостый на территории России и сопредельных стран распространён во многих районах европейской части, кроме арктических. Как заносное, встречается на юге Сибири и на Дальнем Востоке. Обычное растение во всех областях Средней России, чаще на северо-западе. В России проходит восточная граница ареала этого вида.

## Название
Русское название рода связывают со словом «костерь», обозначающим неиспользуемую жёсткую часть стебля прядильных растений (льна, конопли), — возможно, колоски костра внешне напоминают эти колючие и царапающиеся отходы. По другой версии, связано с индо-европейским корнем kes-, означающим «ломать», «резать» (от этого же корня — «коса», «кость»).
Bromus — латинизированный вариант др.-греч. βρώμος — «овёс», по сходству растения.

## Значение и применение
Различные виды костра — хорошие пастбищные кормовые травы.
Костёр — трава, используемая в различных газонных смесях. Высокорослые виды костра и костёр с разноцветными метёлками используют для декорирования альпийских горок.
От ползучего корневища костра отходит много высоких густых побегов. Поселившись на откосах, берегах и местах с песчаной почвой, это растение останавливает эрозию (разрушение) почвы.

## Классификация
По оценкам в научной литературе, число видов варьировалось от 100 до 400, но в настоящее время большинство систематиков признают около 170 видов, включённых в род. Таксономия рода сложна, так как некоторые виды очень незначительно отличаются друг от друга. Некоторые виды:
- Bromus aristatus (K.Koch) Steud. — Костёр остистый
- Bromus arvensis L. — Костёр полевой
- Bromus benekenii (Lange) Trimen — Костёр Бенекена
- Bromus biebersteinii Roem. & Schult. — Костёр Биберштейна
- Bromus briziformis Fisch. & C.A.Mey. — Костёр трясунковидный
- Bromus bromoideus (Lej.) Crép.
- Bromus catharticus Vahl — Костёр слабительный
- Bromus ciliatus L. — Костёр канадский
- Bromus commutatus Schrad. — Костёр переменчивый
- Bromus danthoniae Trin. — Костёр дантониевидный
- Bromus diandrus Roth — Костёр двутычинковый
- Bromus erectus Huds. — Костёр прямой
- Bromus gracillimus Bunge — Костёр тончайший
- Bromus grossus Desf. ex DC.
- Bromus haussknechtii Boiss.
- Bromus hordeaceus L. — Костёр мягкий, или Костёр ячменный, или Костёр ячменевидный
- Bromus induratus Hausskn. & Bornm. — Костёр жёстковлагалищный
- Bromus inermis Leyss. — Костёр безостый
- Bromus interruptus (Hack.) Druce
- Bromus japonicus Thunb. — Костёр японский
- Bromus kopetdagensis Drobow — Костёр копетдагский
- Bromus lanceolatus Roth — Костёр ланцетный
- Bromus madritensis L. — Костёр мадридский
- Bromus moeszii Pénzes — Костёр шелковистый
- Bromus nepalensis Melderis — Костёр непальский
- Bromus oxyodon Schrenk — Костёр острозубый
- Bromus paulsenii Hack. — Костёр Паульсена
- Bromus polyanthus Scribn. ex Shear — Костёр многоцветковый
- Bromus pseudodanthoniae Drobow — Костёр ложнодантониевидный
- Bromus pumilio (Trin.) P.M.Sm. — Костёр низкорослый
- Bromus pumpellianus Scribn. — Костёр Пампэлла
- Bromus racemosus L. — Костёр кистистый
- Bromus ramosus Huds. — Костёр ветвистый
- Bromus riparius Rehmann — Костёр береговой
- Bromus rubens L. — Костёр краснеющий
- Bromus sclerophyllus Boiss. — Костёр каппадокийский
- Bromus scoparius L. — Костёр метельчатый
- Bromus secalinus L. typus[4] — Костёр ржаной
- Bromus sewerzowii Regel — Костёр Северцева
- Bromus squarrosus L. — Костёр растопыренный
- Bromus sterilis L. — Костёр бесплодный
- Bromus tectorum L. — Костёр кровельный
- Bromus tomentellus Boiss. — Костёр войлочковый
- Bromus tomentosus Trin. — Костёр Триниуса
- Bromus turcomanicus H.Scholz
- Bromus tytthanthus Nevski — Костёр мелкоцветный
- Bromus tyttholepis (Nevski) Nevski — Костёр мелкочешуйный
- Bromus variegatus M.Bieb. — Костёр пёстрый